# Atlantis (pel·lícula de 2019)

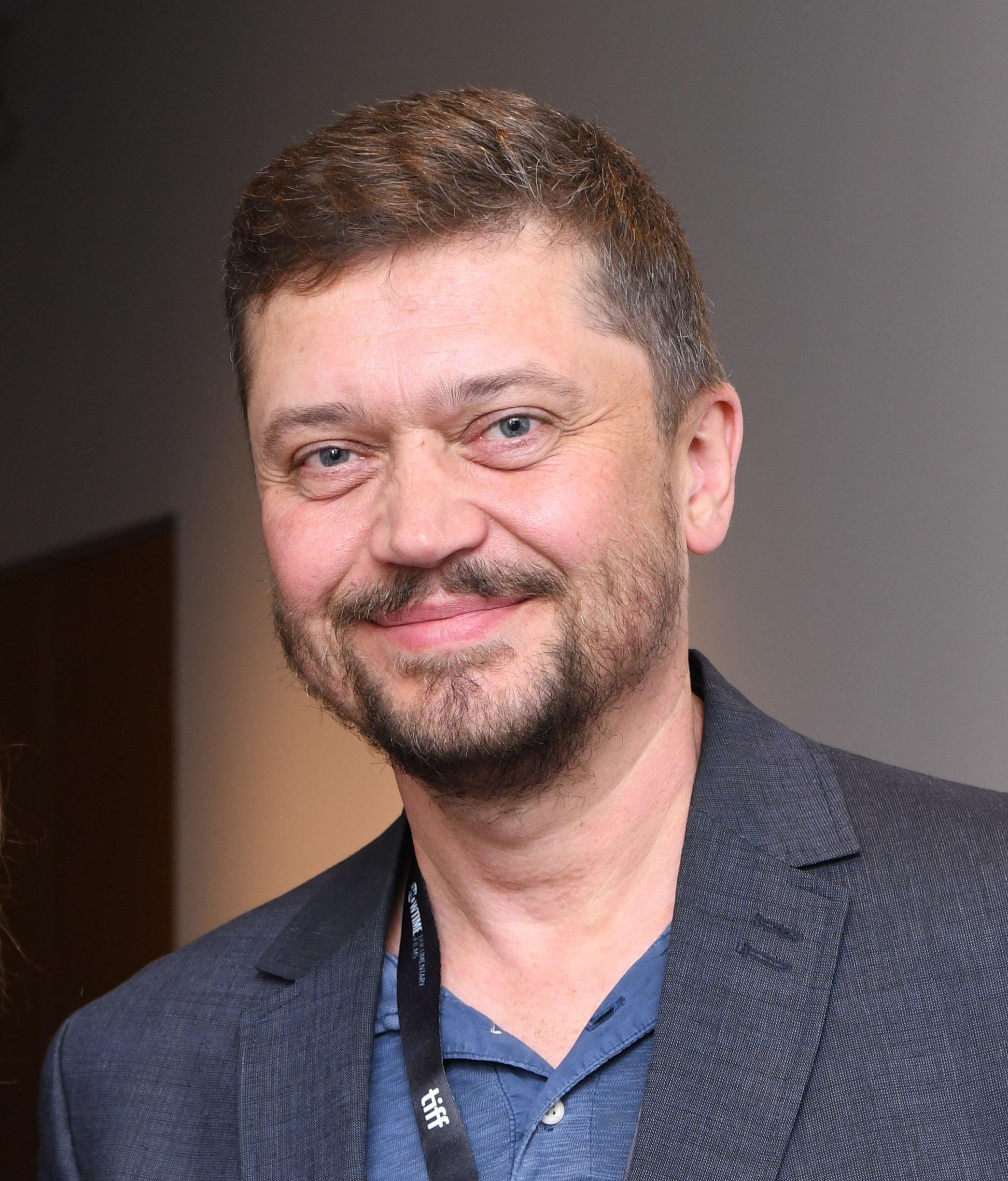
Valentin Vassianovitx al Festival Internacional de Cinema de Toronto el setembre de 2019.

Atlantis (en ucraïnès: Атлантида) és una pel·lícula distòpica i postapocalíptica ucraïnesa del 2019 dirigida per Valentin Vassianovitx. Es va projectar a la secció Contemporary World Cinema del Festival Internacional de Cinema de Toronto del 2019. Al 76è Festival Internacional de Cinema de Venècia, la pel·lícula va guanyar el premi a la millor pel·lícula a la secció Horitzons. Va ser seleccionada com a entrada ucraïnesa a la millor pel·lícula internacional a la 93a edició dels Premis Oscar, però no va ser nominada. S'ha subtitulat al català.
Cap dels papers d'aquesta pel·lícula va ser interpretat per actors, sinó per veterans, voluntaris i soldats. Un dels papers principals va ser interpretat per Andri Rimaruk, un antic explorador militar que va lluitar durant la guerra al Donbàs i que llavors va treballar a Povernis Jivim, una ONG ucraïnesa que ajuda els soldats ucraïnesos a través del micromecenatge. També participen com a intèrprets a la gravació la paramèdica Liudmila Bileka i el voluntari Vassil Antoniak.
La cinta es va gravar principalment a Mariúpol, de gener a març de 2018.

## Argument
La història segueix en Sergui (Andri Rimaruk), un soldat retirat amb trastorn per estrès posttraumàtic que intenta sobreviure a l'est d'Ucraïna el 2025, un any després de la fi de la guerra amb Rússia. Treballa en una fosa amb un altre veterà i amic, l'Ivan, tots dos marginats per altres treballadors que els culpaven de lluitar en la guerra que va devastar la regió. En Sergui i l'Ivan encara entrenen que la guerra no ha acabat, i vesteixen amb uniformes de combat i competeixen en pràctiques de tir al blanc sota un alt estrès. L'Ivan se suïcida en una fosa, i la fàbrica es tanca poc després a causa de la liberalització econòmica que la converteix en no rendible. Aleshores, en Sergui troba una nova feina conduint un camió d'aigua i repartint a zones on la contaminació de la guerra ha fet que les fonts locals siguin impotables. Té problemes per adaptar-se a la seva nova vida fins que coneix la Katia (Liudmila Bileka), abans arqueòloga que ara treballa com a activista humanitària d'un grup de voluntaris que exhuma i identifica els morts de la guerra. A en Sergui se li ofereix l'oportunitat d'escapar de la seva situació, després de salvar un membre d'una ONG ecologista d'una mina, però arriba a la conclusió que ha de seguir amb la missió de l'entitat humanitària. La pel·lícula està completada per escenes estilitzades rodades amb una càmera tèrmica, una de l'assassinat d'un franctirador capturat (després exhumat a la pel·lícula) i l'altra d'en Sergui i la Katia abraçant-se al final de la pel·lícula.